# Resolutie 267 Veiligheidsraad Verenigde Naties
Resolutie 267 van de Veiligheidsraad van de Verenigde Naties werd met unanimiteit van stemmen aangenomen op 3 juli 1969. De resolutie verklaarde opnieuw dat de bestuurlijke wijzigingen die Israël had doorgevoerd in Oost-Jeruzalem nietig waren en riep op deze terug te draaien.

## Achtergrond
Na de Arabisch-Israëlische Oorlog van 1948 was de stad Jeruzalem in tweeën gedeeld. Het moderne West-Jeruzalem was in Israëlische handen. Het oude deel van stad was veroverd en vervolgens geannexeerd door Jordanië. Tijdens de Zesdaagse Oorlog in juni 1967 veroverde Israël dit deel van de stad en begon het opnieuw in te palmen. Oost-Jeruzalem werd bestuurlijk samengevoegd met West-Jeruzalem. Vervolgens verschenen de Israëlische nederzettingen in de bezette gebieden, waaronder Oost-Jeruzalem, waaraan de Palestijnen steeds meer grondgebied verloren.

## Inhoud
De Veiligheidsraad herinnerde aan resolutie 252 en de resoluties 2253 (ES-V) en 2254 (ES-V) van de Algemene Vergadering, over de handelingen van Israël die invloed hadden op de status van Jeruzalem.
De Veiligheidsraad had de verklaringen van de partijen over de kwestie gehoord, en merkte op dat Israël nieuwe handelingen had gesteld die de status van Jeruzalem aangingen sinds bovenstaande resoluties. De Veiligheidsraad bevestigde dat het verkrijgen van grondgebied door militaire verovering ontoelaatbaar was. Resolutie 252 werd bemerkt. Betreurd werd dat Israël bovenstaande VN-resoluties negeerde.
De Veiligheidsraad keurde de Israëlische maatregelen die de status van Jeruzalem wijzigden ten stelligste af, en bevestigde dat alle wettelijke en administratieve maatregelen en handelingen van Israël die tot doel hadden de status van Jeruzalem te wijzigen ongeldig waren en de status niet konden wijzigen. Israël werd nogmaals aangespoord om geen handelingen te stellen die de status van Jeruzalem wijzigden en dit ook in het vervolg na te laten.
Israël werd gevraagd om de Veiligheidsraad onverwijld mede te delen hoe het ging doen met deze resolutie.
Er werd bepaald dat de Veiligheidsraad opnieuw bijeen zou komen om verdere actie te ondernemen als er geen of een negatief antwoord zou komen. Secretaris-generaal U Thant werd gevraagd te rapporteren over de uitvoering van deze resolutie.

## Verwante resoluties
- Resolutie 262 Veiligheidsraad Verenigde Naties
- Resolutie 265 Veiligheidsraad Verenigde Naties
- Resolutie 270 Veiligheidsraad Verenigde Naties
- Resolutie 271 Veiligheidsraad Verenigde Naties

Lijst ·  263 ·  264 ·  265 ·  266 ·  267 ·  268 ·  269 ·  270 ·  271 ·  272 ·  273 ·  274 ·  275